# Jasper (Tennessee)
Jasper és una població dels Estats Units a l'estat de Tennessee. Segons el cens del 2000 tenia 3.214 habitants.

## Demografia
Segons el cens del 2000, Jasper tenia 3.214 habitants, 1.299 habitatges, i 928 famílies. La densitat de població era de 137,3 habitants/km².
Dels 1.299 habitatges en un 28,9% hi vivien nens de menys de 18 anys, en un 55,9% hi vivien parelles casades, en un 12,4% dones solteres, i en un 28,5% no eren unitats familiars. En el 25,9% dels habitatges hi vivien persones soles l'11,6% de les quals corresponia a persones de 65 anys o més que vivien soles. El nombre mitjà de persones vivint en cada habitatge era de 2,4 i el nombre mitjà de persones que vivien en cada família era de 2,87.
Per edats la població es repartia de la següent manera: un 22,5% tenia menys de 18 anys, un 8,3% entre 18 i 24, un 28,1% entre 25 i 44, un 25,9% de 45 a 60 i un 15,3% 65 anys o més.
L'edat mediana era de 39 anys. Per cada 100 dones de 18 o més anys hi havia 89,3 homes.
La renda mediana per habitatge era de 35.926 $ i la renda mediana per família de 42.467 $. Els homes tenien una renda mediana de 32.500 $ mentre que les dones 26.250 $. La renda per capita de la població era de 18.311 $. Entorn de l'11,4% de les famílies i el 15,3% de la població estaven per davall del llindar de pobresa.

## Poblacions més properes
El següent diagrama mostra les poblacions més properes.